# Émile Faguet
Émile Faguet, född 17 december 1847, död 7 juni 1916, var en fransk litteraturforskare och kritiker.
Faguet fick sin utbildning vid École normale, blev filosofie doktor 1883, verkade därefter en tid som gymnasielärare innan av 1890 blev professor i fransk poesi vid Sorbonne och medlem av Franska Akademien 1900. Vid sidan av sin professorstjänst bedrev Faguet en ovanligt omfattande verksamhet som kritiker. Hans intresse inskränkte sig inte bara till litteraturen i egentlig mening, utan han sysslade även ivrigt med politiska och allmänt kulturella frågor. Faguet var som kritiker ursprungligen rätt dogmatisk, med avgjord sympati för klassisk diktning, men blev med tiden mera vidsynt. Faguet hade en stor men ojämn bildning, mer grundat på egna än andras forskning. Han försvarade den strängt historiska metod, som Gustave Lanson och dennes lärjungar tillämpade inom litteraturstudiet, men han använde den egentligen aldrig själv. Faguet intresserade sig mindre för sammanhangen i den historiska utvecklingen än för de stora personerna och deras idéer. Hans främsta litteraturhistoriska arbeten, studierna över nya tidens fyra första sekler, utformade sig till fristående essayer över dessas mest framträdande författarpersonligheter. Bland Faguets arbeten märks Les grands maîtres du XVIIe siècle (1885), Dix-neuvième siècle (1887), Dix-huitième siècle (1890), Seizième siècle (1894), Politiques et moralistes du XIXe siécle (3 band, 1891-99), Propos littéraires (5 band, 1902-09), Propos littéraires (5 band, 1903-10), Flaubert (1899), Questions politiques (1899), L'anticléricalisme (1906), Le féminisme (1910), Le culte de l'incompétence (1911, svensk översättning "Inkompetenskulten" 1916), Vie de Rousseau (1911), Rousseau penseur (1912), samt Rousseau artiste (1913).